# Hash Marihuana & Hemp Museum

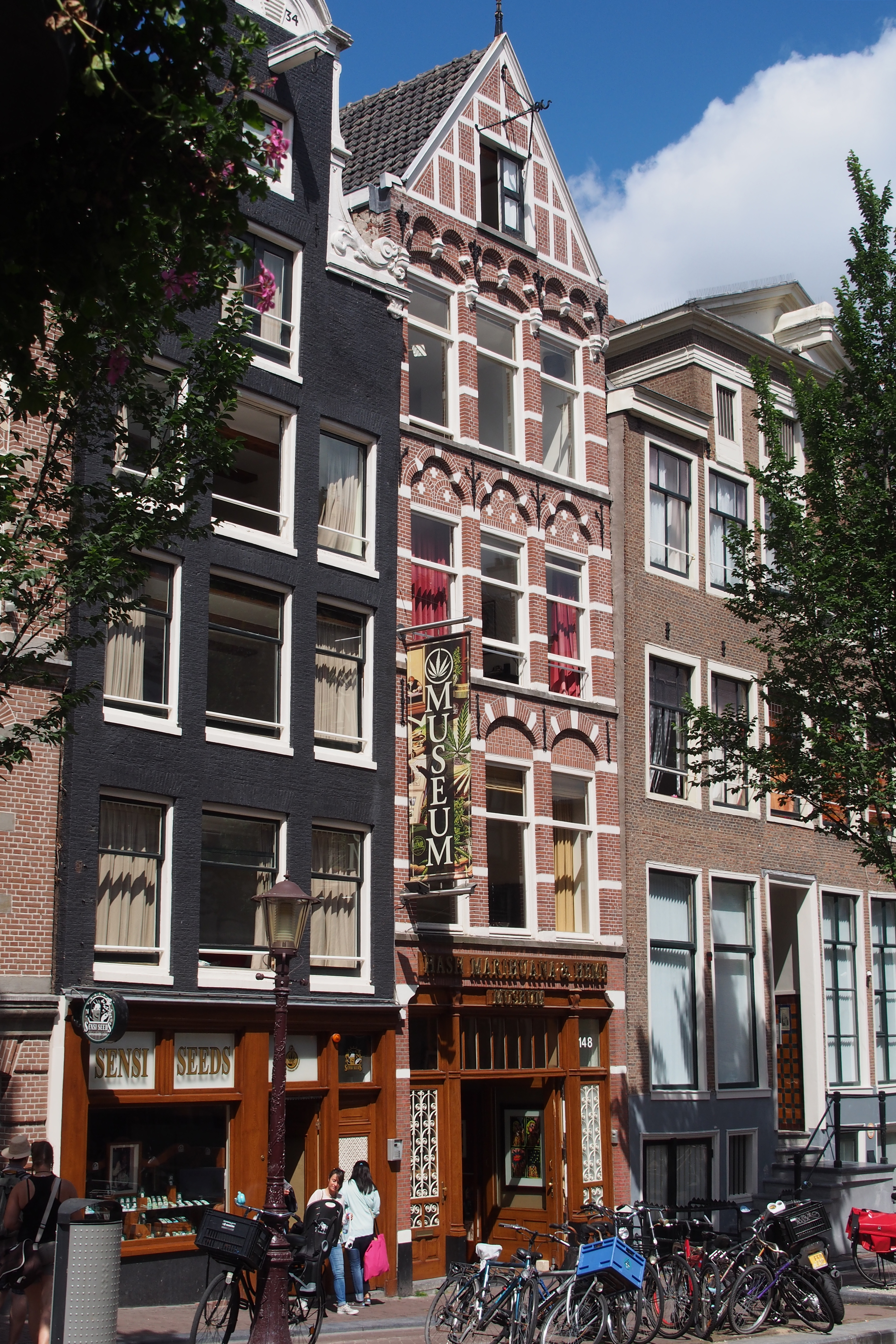
Gebouw van het Hash Marihuana & Hemp Museum

Het Hash Marihuana & Hemp Museum is een museum in Amsterdam. Het museum is in 1987 opgericht door de ondernemer en cannabiszaadteler Ben Dronkers, samen met zijn vriend Ed Rosenthal. Sinds de opening van het museum is de collectie gegroeid tot meer dan 9000 objecten. Het museum verwelkomde in 2008 zijn twee miljoenste bezoeker. Na een renovatie van een jaar heropende het museum in april 2012 zijn deuren. In 2012 opende het museum een tweede vestiging in Barcelona, het Hash Marihuana Cáñamo & Hemp Museum.
Het museum toont aan de hand van een thematische opstelling de geschiedenis en het gebruik van hash, marihuana en hennep door de eeuwen heen. Naast het recreatieve gebruik van de plant, worden ook de rol die cannabis heeft gespeeld binnen religies en het medicinale gebruik van marihuana in het verleden en in de toekomst belicht. Een apart deel van het museum (gelegen aan dezelfde gracht) is de Hemp Gallery, die is gewijd aan industriële hennep en de wijze waarop de plant vroeger werd verwerkt tot kleding, touw, papier, schildersdoek of visnetten. Ook de voedzame eigenschappen van hennepzaad en de manier waarop hennep nu als duurzame grondstof kan dienen voor de bouwsector, de auto-industrie of de kledingindustrie zijn te zien.
De collectie van het museum is divers. Het museum bezit zeventiende-eeuwse schilderijen van kunstenaars als Adriaen Brouwer, David Teniers de Jonge, Hendrick Martensz. Sorgh en Adriaen van Ostade, negentiende-eeuwse medicijnflesjes met cannabis als ingrediënt, een vroege druk (1608) van het Cruydt-Boeck van Rembert Dodoens; ongeveer 1100 boeken gerelateerd aan hash, marihuana en hennep, Reefer Madness-filmaffiches, spinnewielen, weefgetouwen, werktuigen waarmee hennep werd verwerkt, prenten en foto's van rokende mensen uit diverse culturen.
In een tuin wordt een aantal levende planten getoond. Het museum geeft bezoekers een brochure met daarin informatie over de tentoongestelde objecten en heeft het boek Marihuana hennep, pleidooi voor mens en plant uitgegeven.
Het museum is gevestigd op de Wallen. De eigenaren van het museum beheren nog een hennepzaadwinkel naast het museum.